# 牛深町
牛深町（うしぶかまち）は熊本県の天草諸島、天草下島に存在していた町。初代町長は吉田勘十。

## 歴史
- 1889年（明治22年）4月1日 - 町村制の施行に伴い、牛深村が単独で自治体を形成。
- 1893年（明治26年）11月13日 - 町制施行に伴い、牛深町と改称。
- 1954年（昭和29年）7月1日 - 牛深町が深海村・二浦村・魚貫村・久玉村と合併して牛深市が発足。